# 張三聘
張三聘（？—？），字元衡，號任宇，山西平陽府蒲州人，明朝政治人物。

## 生平
書三房，嘉靖癸亥（1563年）三月十七日生。嘉靖二十五年丙午科舉人、山東按察司僉事張廷弼孫。萬曆十六年（1588年）戊子科山西鄉試舉人，十七年（1589年）己丑科二甲第三十名進士。都察院觀政，十八年（1590年）三月授北直隶開州知州，二十二年升袁州府同知，本年同考浙江鄉試，二十六年升员外郎，二十七年升郎中，丁憂歸。三十年補户部郎中，三十三年丁憂。三十五年補原职，易州管粮，四十一年升本省副使，四十三年官至山東布政使司右參政。四十四年考察去職。

## 家族
曾祖張文齊，贈奉政大夫山東佥事。祖父張廷弼，奉政大夫山東佥事。父张近愚，生员。